# NGC 4048
NGC 4048 is een spiraalvormig sterrenstelsel in het sterrenbeeld Hoofdhaar. Het hemelobject werd op 23 maart 1827 ontdekt door de Britse astronoom John Herschel.

## Synoniemen
- UGC 7023
- IRAS 12002+1817
- MCG 3-31-20
- VV 384
- ZWG 98.30
- KUG 1200+182
- PGC 38040